# 29 de setembro
29 de setembro é o 272.º dia do ano no calendário gregoriano (273.º em anos bissextos). Faltam 93 dias para acabar o ano.

## Eventos históricos

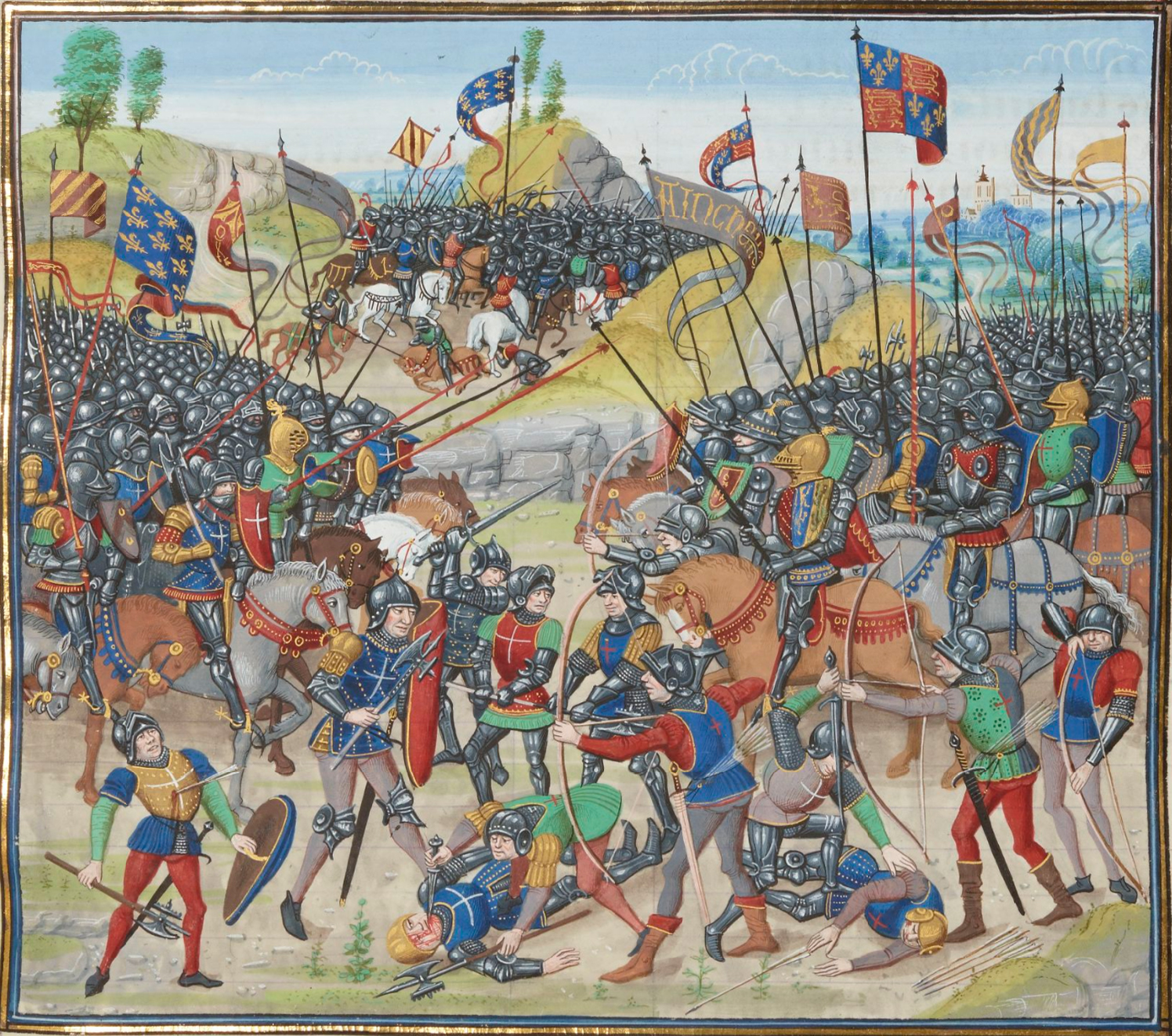
1364: Batalha de Auray

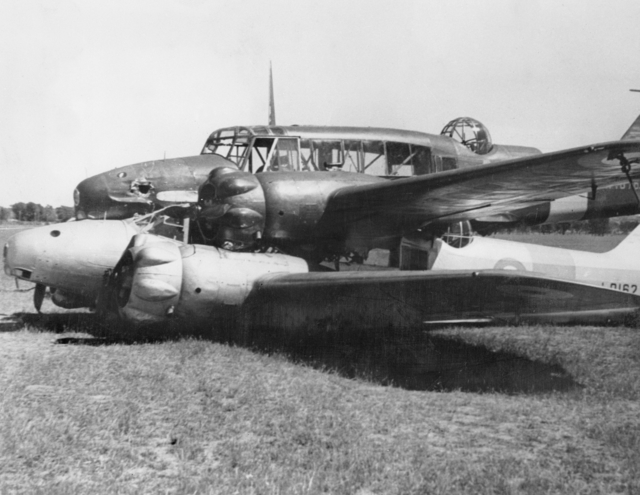
1940: Colisão aérea de Brocklesby

- 522 a.C. — Dario I mata o usurpador magiar Esmérdis, assumindo a posição de rei do Império Aquemênida.
- 61 a.C. — Pompeu celebra seu terceiro triunfo, por suas vitórias sobre piratas e pelo fim das Guerras Mitridáticas na celebração do seu aniversário de 45 anos.
- 1011 — Os dinamarqueses capturam Cantuária após um cerco, levando Alfege, arcebispo da Cantuária, como prisioneiro.
- 1227 — O Papa Gregório IX excomunga Frederico II da Germânia por não ter participado das Cruzadas.
- 1364 — As forças inglesas derrotam os franceses na Bretanha, terminando a Guerra da Sucessão Bretã.
- 1717 — Um sismo atinge Antigua Guatemala, destruindo grande parte da arquitetura da cidade.
- 1829 — A Metropolitan Police Service de Londres é fundada.
- 1832 — Cerco do Porto: Dá-se a grande ofensiva miguelista de modo a tomar a cidade, que é repelida.
- 1850 — A hierarquia Católica Apostólica Romana é restabelecida na Inglaterra e em Gales pelo papa Pio IX.
- 1864 — O Tratado de Lisboa define as fronteiras entre Espanha e Portugal e abole o microestado Couto Misto.
- 1885 — O primeiro bonde elétrico público do mundo é inaugurado em Blackpool, Inglaterra.[1]
- 1907 — A pedra angular da Catedral Nacional de Washington é colocada na capital dos Estados Unidos, com a presença do presidente Theodore Roosevelt.
- 1911 — Itália declara guerra ao Império Otomano.
- 1918
  - Primeira Guerra Mundial: a Bulgária assina o Armistício de Tessalónica.
  - Primeira Guerra Mundial: A Linha Hindenburg é rompida por um ataque dos Aliados na Primeira Guerra Mundial.
  - Primeira Guerra Mundial: O comandante supremo do exército da Alemanha diz ao Kaiser e ao Chanceler para abrir negociações para um armistício.
- 1923
  - O Mandato Britânico da Palestina entra em vigor, criando o Mandato da Palestina.
  - O Mandato francês para a Síria e o Líbano entra em vigor.
  - São realizados os primeiros campeonatos norte-americanos de atletismo para mulheres.[2]
- 1932 — Último dia da Batalha de Boquerón entre Paraguai e Bolívia durante a Guerra do Chaco.[3]
- 1940 — Dois Avro Ansons colidem no ar sobre Nova Gales do Sul, na Austrália, ficando um preso em cima do outro e pousam em segurança.
- 1941 — Segunda Guerra Mundial: as forças alemãs, com a ajuda de colaboradores ucranianos locais, iniciam o massacre de Babi Yar por dois dias.
- 1949 — O Partido Comunista da China escreve o Programa Comum para a futura República Popular da China.
- 1954 — É assinada a convenção que cria a CERN (Organização Europeia para a Pesquisa Nuclear).
- 1957 — O desastre de Kyshtym é o terceiro pior acidente nuclear já registrado.
- 1964 — A primeira história da personagem Mafalda, criada pelo cartunista Quino, é publicada no periódico argentino Primera Plana.
- 1971 — Omã junta-se à Liga Árabe.
- 1972 — Relações entre China e Japão: o Japão estabelece relações diplomáticas com a República Popular da China depois de romper vínculos oficiais com a República da China.
- 1977
  - As Bases da muralha de Cascais, a Bateria Alta, as Cortinas de Atiradores, o Forte de São Teodósio da Cadaveira e o Forte do Guincho são classificados como imóveis de Interesse Público.
  - União Soviética lança estação espacial Salyut 6.
- 1979
  - Papa João Paulo II torna-se o primeiro pontífice a visitar a República da Irlanda.
  - O ditador Francisco Macias da Guiné Equatorial é executado por soldados do Sahara Ocidental.[4]
- 1987 — Vigilância Sanitária constata  a contaminação das vítimas do acidente radioativo de Goiânia.
- 1988
  - A NASA lança a STS-26, a primeira missão desde o desastre da Challenger.
  - Forças de Paz das Nações Unidas recebem Prêmio Nobel da Paz.
- 1990 — A Catedral Nacional de Washington é concluída.
- 1991 — Um golpe de Estado ocorre no Haiti.
- 1992 — Votou-se pela aprovação do processo de impeachment do presidente Fernando Collor de Melo, na Câmara dos Deputados, impulsionado pela maciça presença do povo nas ruas, como o movimento dos caras-pintadas.
- 1996 — Nintendo lança o Nintendo 64 na América do Norte.
- 2003 — Furacão Juan causa grandes prejuízos na Nova Escócia.
- 2004
  - O asteroide 4179 Toutatis passa a quatro distâncias lunares da Terra.
  - A SpaceShipOne realiza um bem sucedido voo espacial; a primeira de duas etapas necessárias para ganhar o concurso Ansari X Prize de Burt Rutan.
- 2006 — Um Boeing 737 e um Embraer 600 colidem no ar, matando 154 pessoas e desencadeando uma crise na aviação brasileira.
- 2008 — O mercado de ações mundial cai depois que a primeira votação da Câmara dos Representantes dos Estados Unidos sobre a Lei de Estabilização Econômica de Emergência falha, levando à Grande Recessão.[5]
- 2009 — Um sismo em Samoa de 8,1 Mw resulta em um tsunami que mata 189 e fere centenas de pessoas.
- 2013 — Mais de 42 pessoas são mortas por membros do Boko Haram na Faculdade de Agricultura da Nigéria.
- 2020 — Nawaf Al-Ahmad Al-Jaber Al-Sabah torna-se Emir do Kuwait após morte de seu meio-irmão, Sabah Al-Ahmad Al-Jaber Al-Sabah, aos 91 anos.[6][7][8]

## Nascimentos

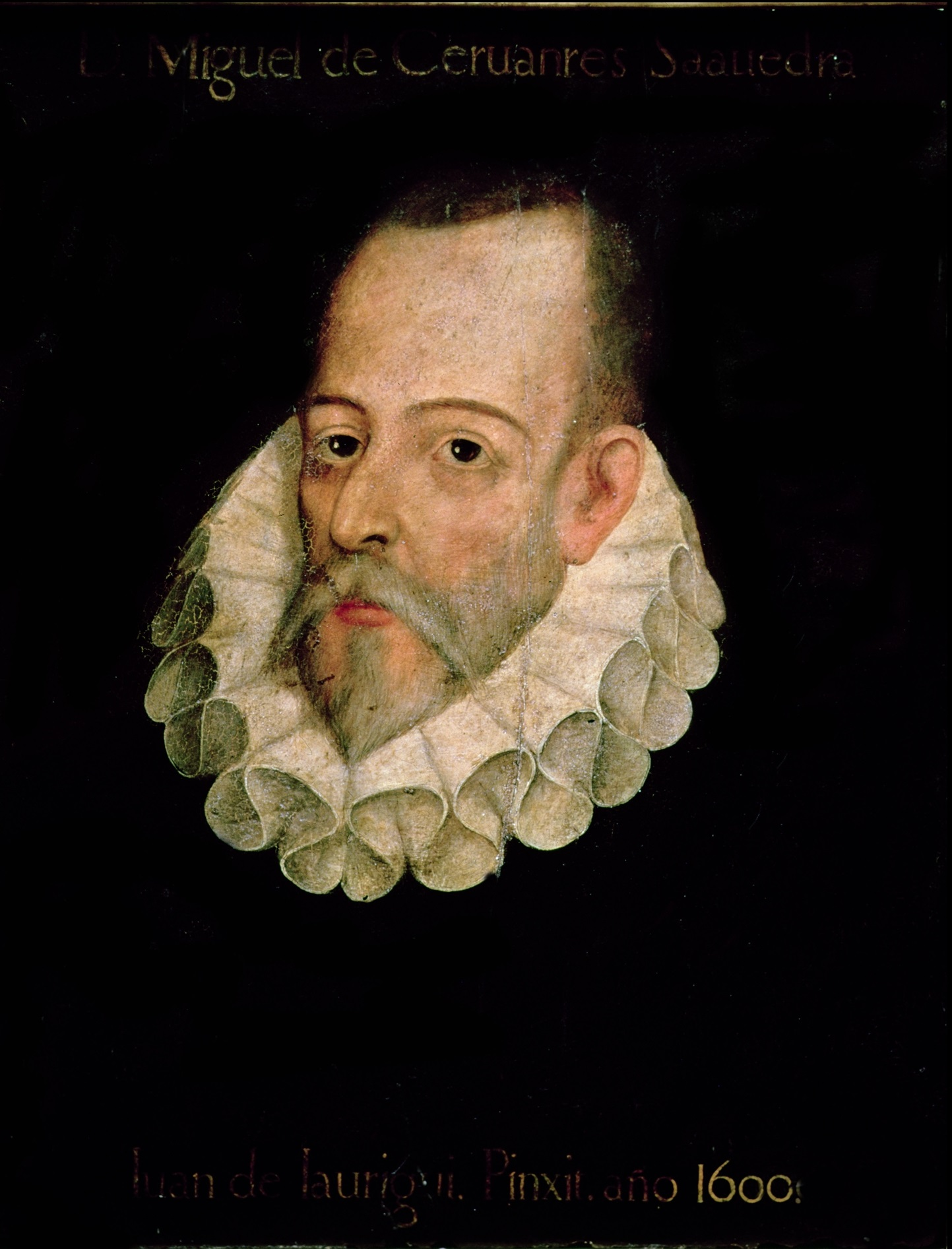
Miguel de Cervantes

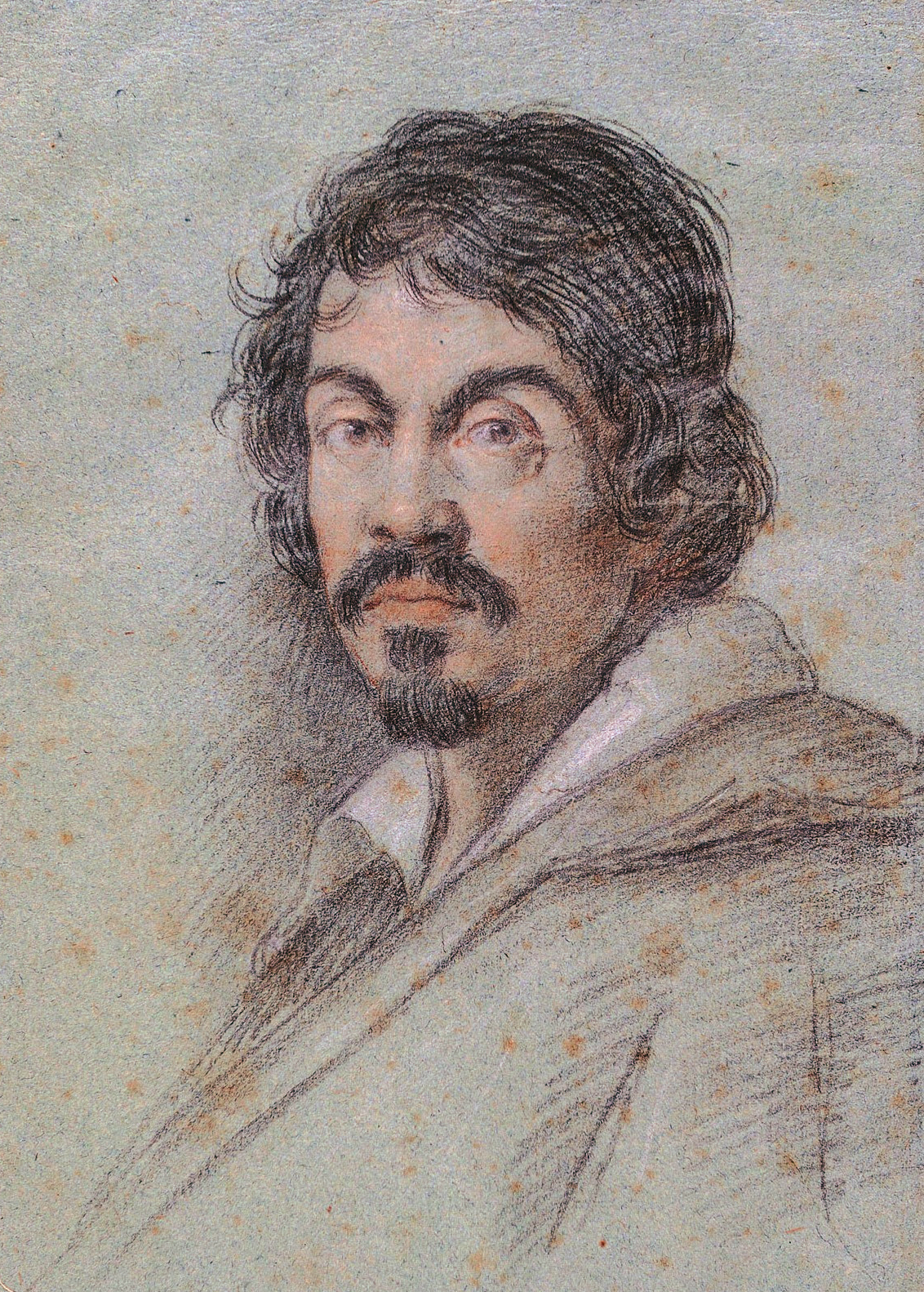
Caravaggio

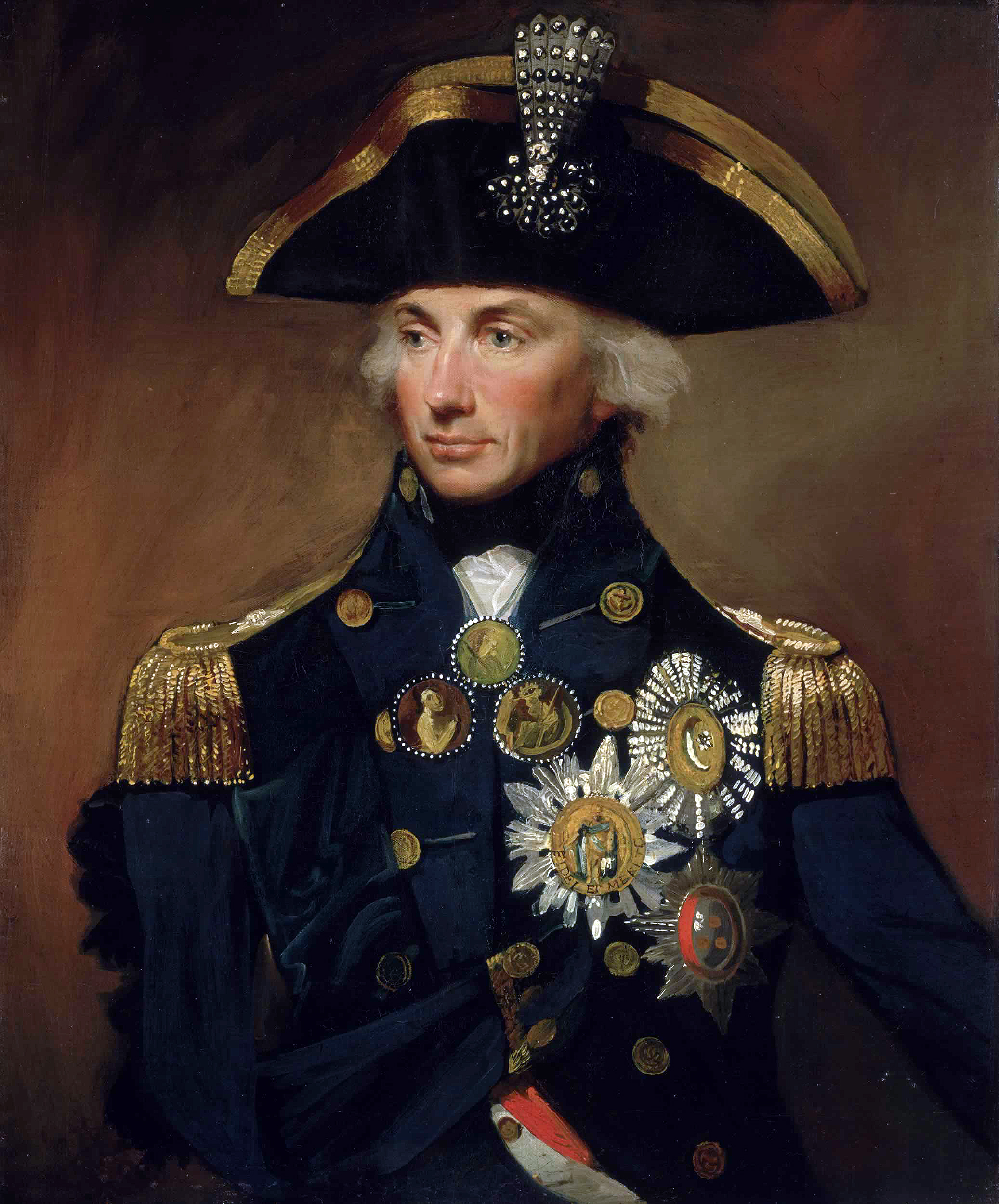
Horatio Nelson

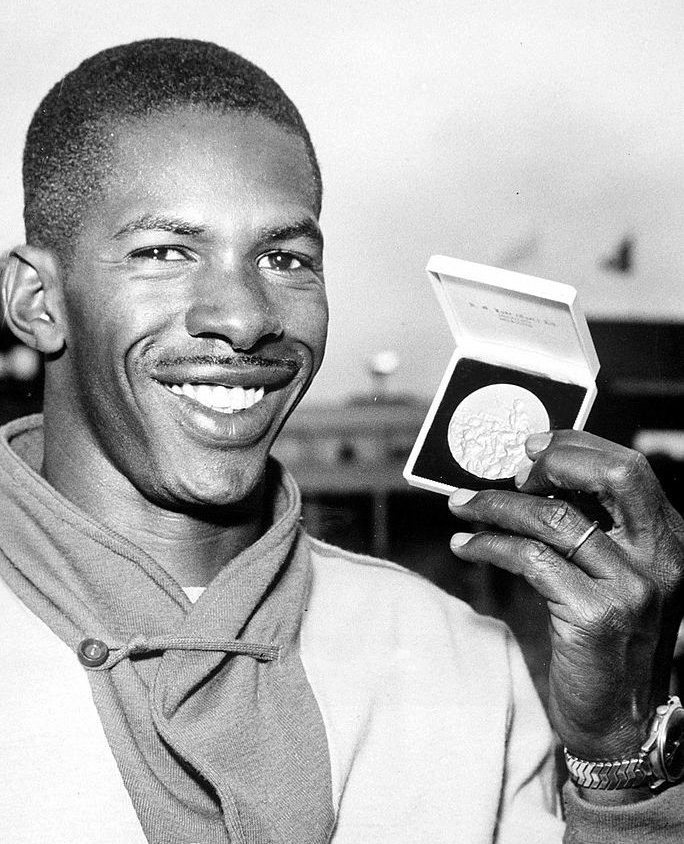
Adhemar Ferreira da Silva

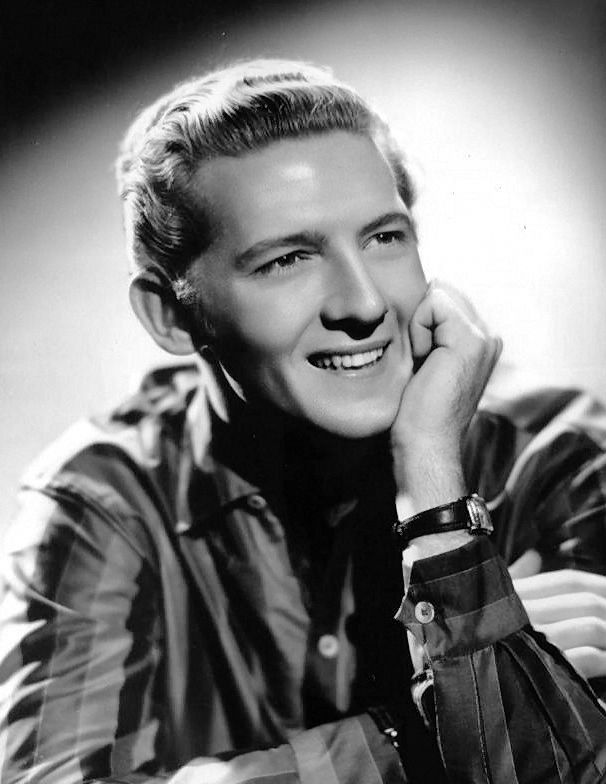
Jerry Lee Lewis

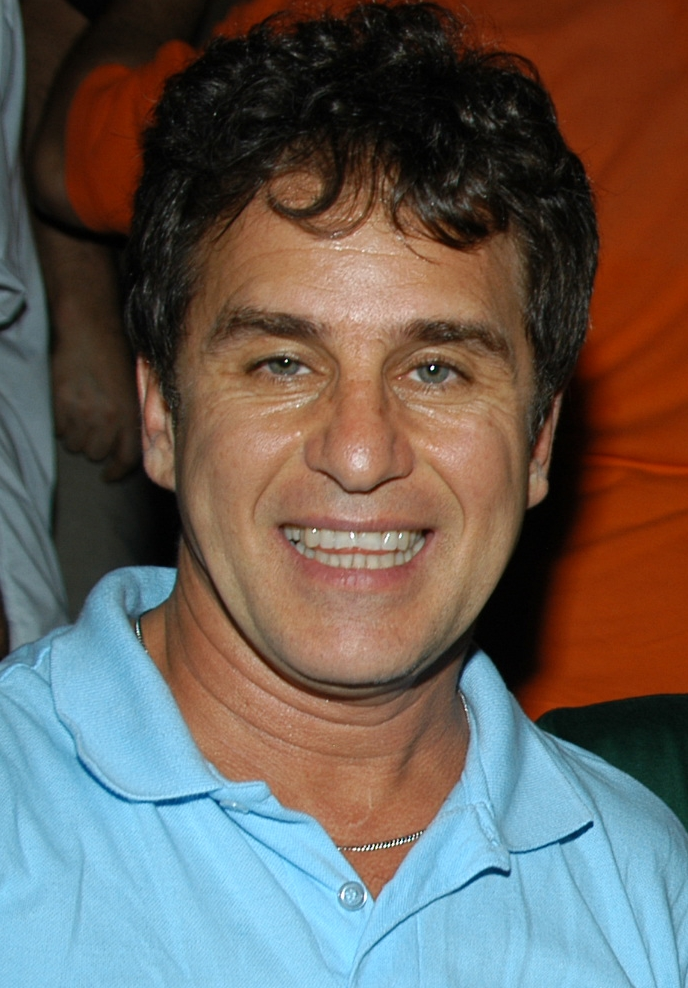
Marcos Frota

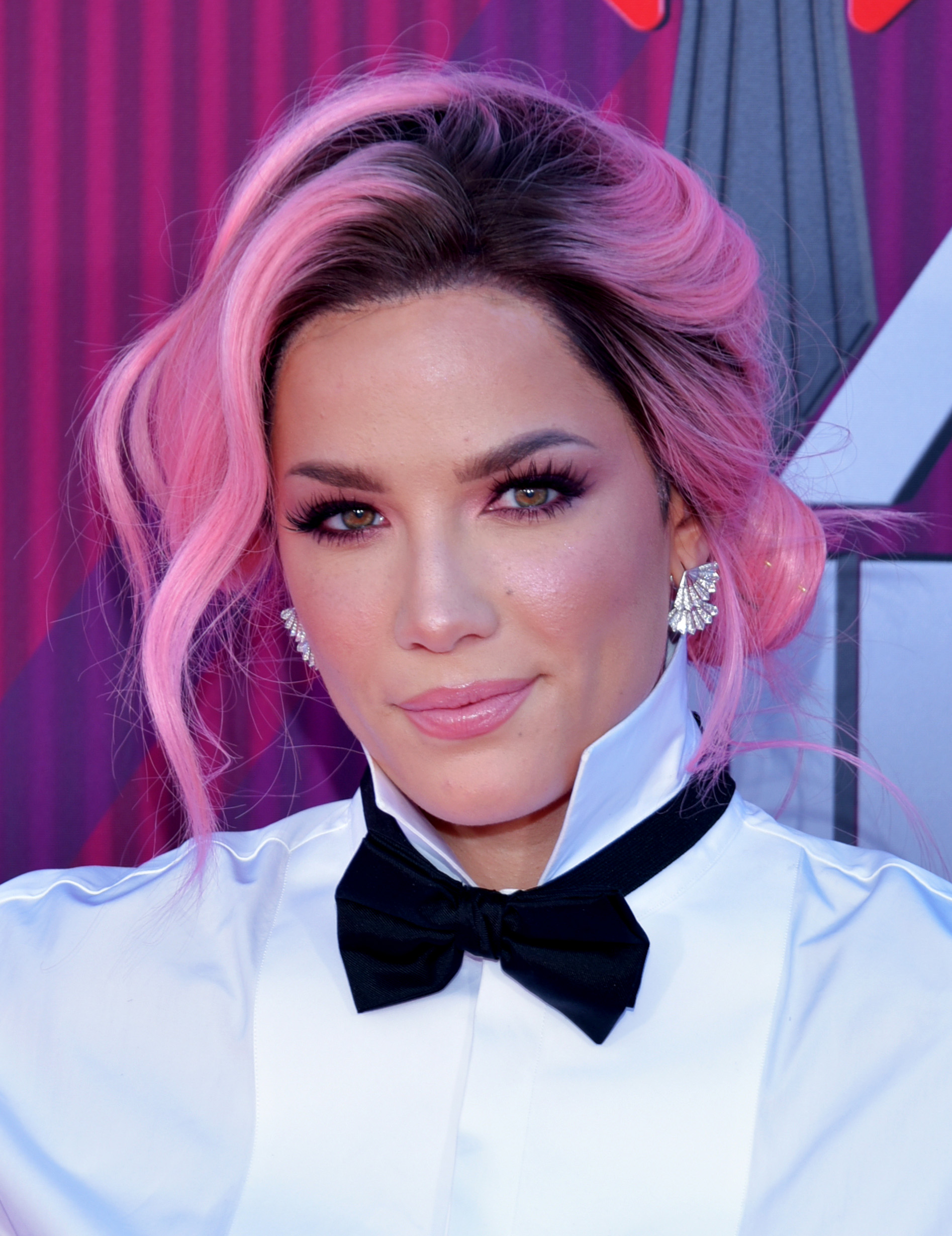
Halsey

### Anteriores ao século XIX
- 106 a.C. — Pompeu, o Grande, general romano (m. 48 a.C.).
- 1240 — Margarida de Inglaterra, rainha consorte da Escócia (m. 1275).
- 1328 — Joana de Kent, Princesa de Gales (m. 1385).
- 1402 — Fernando, o Infante Santo (m. 1443).
- 1511 — Miguel Servet, teólogo, médico e filósofo espanhol (m. 1553).
- 1527 — John Lesley, historiador escocês (m. 1596).
- 1547 — Miguel de Cervantes, escritor espanhol (m. 1616).
- 1548 — Guilherme V da Baviera (m. 1626).
- 1561 — Adriaan van Roomen, matemático neerlandês (m. 1561).
- 1571 — Caravaggio, pintor italiano (m. 1610).
- 1574 — Luís Stuart, 2.º Duque de Lennox (m. 1624).
- 1758 — Horatio Nelson, almirante britânico (m. 1805).
- 1761 — Michael Francis Egan, bispo católico irlando-americano (m. 1814).
- 1765 — Karl Ludwig Harding, astrônomo alemão (m. 1834).
- 1766 — Carlota, Princesa Real (m. 1828).
- 1786 — Guadalupe Victoria, político mexicano (m. 1843).

### Século XIX
- 1803 — Jacques Charles François Sturm, matemático francês (m. 1855).
- 1809 — Miguel García Granados Zavala, político e militar guatemalteco (m. 1878).
- 1810
  - Elizabeth Gaskell, romancista e contista britânica (m. 1865).
  - Hugh Allan, financista e capitalista canadense (m. 1882).
- 1815 — Andreas Achenbach, pintor alemão (m. 1910).
- 1820 — Henrique, Conde de Chambord (m. 1883).
- 1827 — Hermínia de Waldeck e Pyrmont (m. 1910).
- 1832 — Miguel Miramón, militar e político mexicano (m. 1867).
- 1844 — Miguel Juárez Celman, advogado e político argentino (m. 1909).
- 1849 — Francisco do Rego Maia, bispo brasileiro (m. 1928).
- 1853 — Tira da Dinamarca (m. 1933).
- 1860 — James Neill, ator estadunidense (m. 1931).
- 1864 — Miguel de Unamuno, filósofo e escritor espanhol (m. 1936).
- 1866 — Per Hallström, escritor sueco (m. 1960).
- 1867 — Walther Rathenau, industrial, político e escritor alemão (m. 1922).
- 1875 — Alphonzo Bell, empresário e tenista estadunidense (m. 1947).
- 1881 — Ludwig von Mises, economista austríaco (m. 1973).
- 1890 — Alois Eliáš, militar e político tcheco (m. 1942).
- 1895 — Joseph Banks Rhine, botânico estadunidense (m. 1980).
- 1898 — Fyodor Kuznetsov, militar bielorrusso (m. 1961).

### Século XX

#### 1901–1950
- 1901
  - Lanza del Vasto, poeta, ativista e filósofo italiano (m. 1981).
  - Enrico Fermi, físico italiano (m. 1954).
- 1902 — Maximiliano de Hohenberg (m. 1962).
- 1904
  - Greer Garson, atriz britânica (m. 1996).
  - André Lallemand, astrônomo francês (m. 1978).
- 1906 — Jules Merviel, ciclista francês (m. 1976).
- 1907 — Gene Autry, ator e cantor norte-americano (m. 1998).
- 1910 — Virginia Bruce, atriz estadunidense (m. 1982).
- 1912
  - Cristiano Luís de Mecklemburgo (m. 1996).
  - Michelangelo Antonioni, diretor de cinema italiano (m. 2007).
  - Miguel Afonso de Andrade Leite, presbítero brasileiro (m. 1976)
- 1913
  - Silvio Piola, futebolista e treinador de futebol italiano (m. 1996).
  - Trevor Howard, ator britânico (m. 1988).
- 1915 — Brenda Marshall, atriz estadunidense (m. 1992).
- 1916 — Antonio Buero Vallejo, dramaturgo espanhol (m. 2000).
- 1919
  - Masao Takemoto, ginasta japonês (m. 2007).
  - Kira Zvorykina, enxadrista ucraniana-bielorrussa (m. 2014).
  - Margot Hielscher, cantora, atriz e designer de moda alemã (m. 2017).
- 1920
  - Peter Mitchell, químico britânico (m. 1992).
  - Nancy Leftenant-Colon, enfermeira estadunidense (m. 2025).
- 1922 — Lizabeth Scott, atriz estadunidense (m. 2015).
- 1925 — Steve Forrest, ator estadunidense (m. 2013).
- 1927
  - Adhemar Ferreira da Silva, atleta brasileiro (m. 2001).
  - Cid Moreira, jornalista e apresentador de televisão brasileiro (m 2024).
- 1928 — Mihály Lantos, futebolista e treinador de futebol húngaro (m. 1989).
- 1931
  - James Watson Cronin, físico nuclear estadunidense (m. 2016).
  - Anita Ekberg, atriz e modelo sueca (m. 2015).
  - Rita Cléos, atriz e dubladora brasileira (m. 1988).
- 1933
  - Carlos Alberto, cantor, violonista e compositor brasileiro (m. 2020).
  - Samora Machel, político moçambicano (m. 1986).
  - Josef Kadraba, futebolista tcheco (m. 2019).
- 1934 — Roberto Pires, cineasta brasileiro (m. 2001).
- 1935
  - Jerry Lee Lewis, cantor, compositor e músico estadunidense (m. 2022).
  - Ingrid Noll, escritora alemã.
  - Plínio Marcos, dramaturgo, ator, escritor e jornalista brasileiro (m. 1999).
- 1936 — Silvio Berlusconi, empresário e político italiano (m. 2023).
- 1938 — Wim Kok, político neerlandês (m. 2018).
- 1939
  - Jim Baxter, futebolista britânico (m. 2001).
  - Rhodri Morgan, político britânico (m. 2017).
- 1940 — Nicola Di Bari, cantor, compositor e ator italiano.
- 1942
  - Madeleine Kahn, atriz estadunidense (m. 1999).
  - Jean-Luc Ponty, violinista e compositor francês.
  - Ian McShane, ator britânico.
- 1943
  - Lech Wałęsa, político, sindicalista e ativista polonês.
  - Mohammad Khatami, político iraniano.
  - Wolfgang Overath, ex-futebolista alemão.
  - Ángel Uribe, futebolista peruano (m. 2008).
- 1944 — Dave Maclean, cantor e compositor brasileiro (m. 2023).
- 1945 — Alicia Bruzzo, atriz argentina (m. 2007).
- 1946
  - Celso Pitta, político brasileiro (m. 2009).
  - Ian Wallace, músico britânico (m. 2007).
  - Jeff Wall, fotógrafo canadense.
- 1947 — Martin Ferrero, ator estadunidense.
- 1948 — Theo Jörgensmann, clarinetista alemão.
- 1949
  - Wenceslau Selga Padilla, bispo filipino (m. 2018).
  - Adrian Elrick, ex-futebolista neozelandês.
  - Evgeny Ermenkov, enxadrista búlgaro.
- 1950 — Miguel Gallardo, cantor, compositor e ator espanhol (m. 2005).

#### 1951–2000
- 1951
  - Michelle Bachelet, política e economista chilena.
  - Washington Olivetto, publicitário brasileiro (m. 2024).
- 1952 — Yuri Lobanov, canoísta tajique (m. 2017).
- 1953
  - Xabier Azkargorta, treinador de futebol espanhol.
  - Ante Čačić, treinador de futebol croata.
- 1954
  - Cindy Morgan, atriz e cineasta estadunidense (m. 2023).
  - Masoud Pezeshkian, médico e político iraniano.
- 1955
  - Joe Donnelly, político e advogado estadunidense.
  - Ken Weatherwax, ator estadunidense (m. 2014).
  - Eurico Gomes, ex-futebolista e treinador de futebol português.
- 1956
  - Marcos Frota, ator brasileiro.
  - Piet Raijmakers, ex-ginete neerlandês.
- 1958
  - Eduardo Cunha, político brasileiro.
  - Giuliano Giuliani, futebolista italiano (m. 1996).
  - Silvana Suárez, modelo argentina (m. 2022).
  - Jost Capito, empresário e dirigente automobilístico alemão.
- 1959
  - Paulinho Cascavel, ex-futebolista brasileiro.
  - Raf, cantor e compositor italiano.
- 1961 — Julia Gillard, política australiana.
- 1962
  - Néstor Clausen, ex-futebolista e treinador de futebol argentino.
  - Mário Bortolotto, dramaturgo brasileiro.
  - Jan Andersson, ex-futebolista e treinador de futebol sueco.
  - Maurício, ex-futebolista brasileiro.
- 1965
  - Péricles Chamusca, treinador de futebol brasileiro.
  - Boris Izaguirre, escritor e apresentador de televisão venezuelano.
- 1966 — Bujar Nishani, político albanês (m. 2022).
- 1967
  - Guilherme Piva, ator brasileiro.
  - Éva Dónusz, ex-canoísta húngara.
  - Brett Anderson, cantor britânico.
- 1968
  - Luke Goss, cantor, produtor musical e ator britânico.
  - Kyle Lightbourne, ex-futebolista e treinador de futebol bermudense.
- 1969
  - Ivica Vastić, ex-futebolista e treinador de futebol austríaco.
  - Erika Eleniak, atriz e modelo estadunidense.
- 1970
  - Noumandiez Doué, ex-árbitro de futebol marfinense.
  - Memo Gidley, automobilista estadunidense.
  - Nicolás Pereira, ex-tenista venezuelano.
- 1971 — Mackenzie Crook, ator britânico.
- 1972
  - Oliver Gavin, automobilista britânico.
  - Samir Aboud, ex-futebolista líbio.
- 1974 — Israel López, ex-futebolista mexicano.
- 1975 — Albert Celades, ex-futebolista e treinador de futebol andorrano-espanhol.
- 1976
  - Andriy Shevchenko, ex-futebolista e treinador de futebol ucraniano.
  - Mark Edusei, ex-futebolista ganês.
  - Ninel Conde, cantora e atriz mexicana.
  - Khaled Fadhel, ex-futebolista tunisiano.
- 1977
  - Vivi Fernandez, atriz brasileira.
  - Bogdan Mara, ex-futebolista romeno.
  - Debelah Morgan, cantora estadunidense.
  - Raúl Justiniano, ex-futebolista boliviano.
  - Óscar Sevilla, ciclista espanhol.
- 1978
  - Kurt Nilsen, cantor norueguês.
  - Mohini Bhardwaj, ex-ginasta estadunidense.
  - Sergio Órteman, ex-futebolista uruguaio.
- 1979
  - Jaime Lozano, ex-futebolista mexicano.
  - Helen Ganzarolli, apresentadora de televisão brasileira.
  - Jaroslav Volf, canoísta tcheco.
- 1980
  - Răzvan Florea, nadador romeno.
  - Chrissy Metz, atriz e cantora norte-americana.
  - Zachary Levi, ator, cantor e dublador estadunidense.
- 1981
  - Lee Casciaro, futebolista britânico.
  - Marquinhos Santos, ex-futebolista brasileiro.
  - Siyabonga Sangweni, futebolista sul-africano.
- 1982
  - Vinícius de Siqueira, voleibolista brasileiro.
  - Rasul Boqiev, judoca tajique.
- 1983 — Miguel Odalis Báez, futebolista dominicano.
- 1984
  - Per Mertesacker, ex-futebolista alemão.
  - Rune Jarstein, ex-futebolista norueguês.
  - Aline Ortolan, jornalista e tradutora brasileira.
  - Renaud Cohade, ex-futebolista francês.
- 1985
  - Henrik Moisander, ex-futebolista finlandês.
  - Niklas Moisander, futebolista finlandês.
  - Daniel Pedrosa, motociclista espanhol.
- 1986
  - Lebohang Mokoena, ex-futebolista sul-africano.
  - Lana Rhodes, atriz e cantora brasileira.
  - Delara Darabi, pintora iraniana (m. 2009).
- 1987
  - Josh Farro, músico e compositor estadunidense.
  - Alan Mineiro, futebolista brasileiro.
- 1988
  - Kevin Durant, basquetebolista estadunidense.
  - Jeff Attinella, futebolista estadunidense.
  - Maurício Souza, ex-voleibolista e político brasileiro.
  - Andrea Rispoli, futebolista italiano.
- 1989
  - Yevhen Konoplyanka, ex-futebolista ucraniano.
  - Andrea Poli, futebolista italiano.
- 1990
  - Davaadorjiin Tömörkhüleg, judoca mongol.
  - Chay, futebolista brasileiro.
- 1991
  - Adem Ljajić, futebolista sérvio.
  - Bianca Walkden, taekwondista britânica.
  - Enzo Lefort, esgrimista francês.
- 1992
  - Marcello Trotta, futebolista italiano.
  - Bert Van Lerberghe, ciclista belga.
- 1993
  - Oliver Golding, tenista e ex-ator britânico.
  - Carlos Salcedo, futebolista mexicano.
  - Anthony Pérez, basquetebolista venezuelano.
  - Oleg Verniaiev, ginasta ucraniano.
- 1994
  - Halsey, cantora estadunidense.
  - Steve Mounié, futebolista beninense.
  - Andy Polo, futebolista peruano.
  - Nicholas Galitzine, ator inglês.
- 1995
  - Yolane Kukla, nadadora australiana.
  - Anatoliy Budyak, ciclista ucraniano.
- 1996 — Victorien Angban, futebolista marfinense.
- 1997 — Gaia Gozzi, cantora ítalo-brasileira.
- 1999 — Choi Ye-na, cantora e atriz sul-coreana.
- 2000
  - Gabriel Menino, futebolista brasileiro.
  - Jaden McDaniels, basquetebolista estadunidense.
  - Giorgi Mamardashvili, futebolista georgiano.

## Mortes

### Anteriores ao século XIX
- 0855 — Lotário I, Sacro Imperador Romano-Germânico (n. 795).
- 1157 — Mabel FitzRobert, nobre inglesa
- 1185 — Guilherme de Tiro, arcebispo de Tiro (n. c. 1130).
- 1349 — Margarida Wake, 3.ª Baronesa Wake de Liddell (n. c. 1299/1300).
- 1560 — Gustavo I da Suécia (n. 1496).
- 1642 — William Stanley, 6.º Conde de Derby (n. 1561).

### Século XIX
- 1833 — Fernando VII de Espanha (n. 1784).
- 1861 — Tekla Bądarzewska-Baranowska, compositora polonesa (n. 1861).
- 1885 — Antônio Henriques Leal, escritor, médico e político brasileiro (n. 1828).
- 1898 — Luísa de Hesse-Cassel, rainha-consorte da Dinamarca (n. 1817).

### Século XX
- 1902 — Émile Zola, escritor francês (n. 1840).
- 1908 — Machado de Assis, escritor brasileiro (n. 1839).
- 1910 — Winslow Homer, pintor estadunidense (n. 1836).
- 1924 — Ragna Nielsen, pedagoga, política e feminista norueguesa (n. 1845).
- 1925 — Léon Victor Auguste Bourgeois, político francês (n. 1851).
- 1931 — Gabriella Rasponi Spalletti, educadora, filantropa e feminista italiana (n. 1853).
- 1958 — Aarre Merikanto, compositor finlandês (n. 1893).
- 1965 — Rino Levi, arquiteto brasileiro (n. 1901).
- 1967 — Carson McCullers, escritora estadunidense (n. 1917).
- 1973 — W. H. Auden, poeta britânico (n. 1907).
- 1993 — Gordon Douglas, cineasta estadunidense (n. 1907).
- 1997 — Roy Lichtenstein, pintor estadunidense (n. 1923).
- 1998 — Jacira Sampaio, atriz brasileira (n. 1922).

### Século XXI
- 2001 — Nguyễn Văn Thiệu, general e político vietnamita (n. 1923).
- 2005 — Sergio Corrêa da Costa, historiador e diplomata brasileiro (n. 1919).
- 2006 — Jan Werner Danielsen, cantor norueguês (n. 1976).
- 2007 — Lois Maxwell, atriz canadense (n. 1927).
- 2008
  - Antônio Sarto, bispo católico brasileiro (n. 1926).
  - Miguel Córcega, ator e diretor de telenovelas mexicano (n. 1929).
- 2010
  - Armindo Lopes Coelho, religioso português (n. 1931).
  - Georges Charpak, físico francês (n. 1924).
  - Greg Giraldo, comediante estadunidense (n. 1965).
  - Joe Mantell, ator estadunidense (n. 1915).
  - Rao Sikandar Iqbal, político paquistanês (n. 1943).
  - Tony Curtis, ator estadunidense (n. 1925).
- 2012 — Hebe Camargo, cantora, apresentadora de televisão e atriz brasileira (n. 1929).
- 2013 — Cláudio Cavalcanti, ator e político brasileiro (n. 1940).
- 2017 — Célia, cantora brasileira (n. 1947).
- 2018 — Ângela Maria, cantora brasileira (n. 1929).
- 2020 — Sabah Al-Ahmad Al-Jaber Al-Sabah, emir do Kuwait (n. 1929).

## Feriados e eventos cíclicos

### Internacional
- Dia Mundial do Coração
- Dia Mundial do Petróleo

### Brasil
- Feriado municipal em São Miguel, Rio Grande do Norte -  Dia do Padroeiro, São Miguel Arcanjo
- Feriado municipal em Ipojuca, Pernambuco -  Dia do Padroeiro, São Miguel
- Feriado municipal em Santa Cruz do Capibaribe, Pernambuco - Dia do Padroeiro, São Miguel
- Feriado municipal em Guanhães, Minas Gerais -  Dia do Padroeiro, São Miguel
- Feriado municipal em Jequitinhonha, Minas Gerais  -  Dia de São Miguel
- Feriado municipal em Nova Ponte, Minas Gerais  -  Dia de São Miguel
- Feriado municipal em Rio Piracicaba, Minas Gerais  -  Dia de São Miguel Arcanjo
- Feriado municipal em Santos Dumont (Minas Gerais), Minas Gerais -  Dia de São Miguel Padroeiro do município - Lei Mun. 3.426/02
- Feriado municipal em Camocim (Ceará) - Emancipação política
- Feriado Municipal em Resende (Rio de Janeiro) - Aniversário da Cidade de Resende - RJ
- Feriado Municipal em Vassouras (Rio de Janeiro) - Aniversário da Cidade de Vassouras - RJ
- Feriado Municipal em Valença (Rio de Janeiro) - Aniversário da Cidade de Valença - RJ
- Feriado municipal em São Miguel do Oeste, Santa Catarina - Dia do Padroeiro, São Miguel Arcanjo
- Dia do Selinho - Em Homenagem a Hebe Camargo

### Portugal
- Feriado municipal em Cabeceiras de Basto, Fornos de Algodres
- Festa de São Miguel em Cabeceiras de Basto e Laúndos, Póvoa de Varzim e Olhão (Algarve)
- Festa em Honra de S. Miguel na Aldeia de S. Miguel, Freguesia de São Teotónio, Concelho de Odemira, Alentejo

### Cristianismo
- Ciríaco, o Anacoreta
- Gabriel Arcanjo
- Miguel Arcanjo
- Rafael Arcanjo

## Outros calendários
- No calendário romano era o 3.º dia (III) antes das calendas de outubro.
- No calendário litúrgico tem a letra dominical F para o dia da semana.
- No calendário gregoriano a epacta do dia é xxv ou xxiv.